# Liste der Baudenkmäler in Bad Berleburg
Die Liste der Baudenkmäler in Bad Berleburg enthält die denkmalgeschützten Bauwerke auf dem Gebiet der Stadt Bad Berleburg im Kreis Siegen-Wittgenstein in Nordrhein-Westfalen (Stand: Januar 2021). Diese Baudenkmäler sind in der Denkmalliste der Stadt Bad Berleburg eingetragen; Grundlage für die Aufnahme ist das Denkmalschutzgesetz Nordrhein-Westfalen (DSchG NRW).

## Liste der Baudenkmäler
Von den 106 Baudenkmäler in Bad Berleburg befinden sich 45 in der Kernstadt, elf in Elsoff, sieben in Diedenshausen, je fünf in Arfeld, Stünzel und Wingeshausen, vier in Girkhausen, je drei in Sassenhausen, Schwarzenau, Weidenhausen und Wemlighausen, je zwei in Alertshausen, Beddelhausen, Dotzlar, Rinthe und Wunderthausen sowie je eins in Raumland und Richstein. Außerdem wurde ein Baudenkmal in Schwarzenau wieder aus der Denkmalliste gestrichen.
| Bild                                                                           | Bezeichnung                                                                    | Lage                                            | Beschreibung | Bauzeit | Eingetragen seit | Denkmal- nummer |
| ------------------------------------------------------------------------------ | ------------------------------------------------------------------------------ | ----------------------------------------------- | ------------ | ------- | ---------------- | --------------- |
| evangelische Kirche Weidenhausen                                               | evangelische Kirche Weidenhausen                                               | Weidenhausen Karte                              |              |         | 30.10.1981       | 1               |
| ehemaliger Schafstall                                                          | ehemaliger Schafstall                                                          | Wunderthausen Wemlighäuser Straße 1 Karte       |              |         | 30.10.1981       | 2               |
| Fachwerkhaus mit dazugehörender Scheune (Gehöftanlage)                         | Fachwerkhaus mit dazugehörender Scheune (Gehöftanlage)                         | Elsoff Kirchstraße 1 Karte                      |              |         | 06.11.1981       | 3               |
| Fachwerkwohnhaus                                                               | Fachwerkwohnhaus                                                               | Elsoff Brückenstraße 9 Karte                    |              |         | 06.11.1981       | 4               |
| Fachwerkhaus mit dazugehörender Scheune (Gehöftanlage)                         | Fachwerkhaus mit dazugehörender Scheune (Gehöftanlage)                         | Elsoff Brückenstraße 1 Karte                    |              |         | 05.01.1982       | 5               |
| Backhaus Wemlighausen                                                          | Backhaus Wemlighausen                                                          | Wemlighausen Am Schulweg Karte                  |              |         | 14.12.1982       | 6               |
| Backhaus zum Forsthaus Drehbach                                                | Backhaus zum Forsthaus Drehbach                                                | Stünzel Karte                                   |              |         | 09.06.1983       | 7               |
| Backhaus Wingeshausen                                                          | Backhaus Wingeshausen                                                          | Wingeshausen Polizeyweg Karte                   |              |         | 09.06.1983       | 8               |
| Fachwerkwohnhaus                                                               | Fachwerkwohnhaus                                                               | Diedenshausen Zur Saale 7 Karte                 |              |         | 01.07.1983       | 9               |
| Fachwerkwohnhaus                                                               | Fachwerkwohnhaus                                                               | Elsoff Mennertalstraße 1 Karte                  |              |         | 19.10.1983       | 10              |
| weitere Bilder                                                                 | evangelische Kapelle                                                           | Alertshausen Dorfstraße Karte                   |              |         | 18.11.1983       | 11 Wikidata     |
| Jagdschloss Schwarzenau                                                        | Jagdschloss Schwarzenau                                                        | Schwarzenau Alexander-Mack-Straße 4 Karte       |              | 1788    | 18.11.1983       | 12              |
| evangelisches Pfarrhaus                                                        | evangelisches Pfarrhaus                                                        | Weidenhausen Weidenhäuser Straße 4 Karte        |              |         | 18.11.1983       | 13              |
| Wohn- und Wirtschaftsgebäude                                                   | Wohn- und Wirtschaftsgebäude                                                   | Wingeshausen Hellweg 4 Karte                    |              |         | 13.12.1983       | 14              |
| Fachwerkwohnhaus                                                               | Fachwerkwohnhaus                                                               | Bad Berleburg Schloßstraße 11a Karte            |              |         | 08.02.1984       | 15              |
| Wohnhaus                                                                       | Wohnhaus                                                                       | Bad Berleburg Teichstraße 6 Karte               |              |         | 18.06.1984       | 16              |
| Fachwerkwohnhaus einschließlich Hof- und Gartenraum                            | Fachwerkwohnhaus einschließlich Hof- und Gartenraum                            | Bad Berleburg Ludwigsburgstraße 5 Karte         |              |         | 18.06.1984       | 17              |
| weitere Bilder                                                                 | evangelisch-reformierte Pfarrkirche                                            | Elsoff Kirchstraße Karte                        |              |         | 06.07.1984       | 18              |
| Jugendstilvilla                                                                | Jugendstilvilla                                                                | Bad Berleburg Poststraße 44 Karte               |              |         | 15.10.1984       | 19              |
| evangelische Kapelle                                                           | evangelische Kapelle                                                           | Sassenhausen Kapellenstraße Karte               |              |         | 15.10.1984       | 20              |
| Fachwerkwohnhaus                                                               | Fachwerkwohnhaus                                                               | Wingeshausen Alte Landstraße 6 Karte            |              |         | 15.10.1984       | 21              |
| Fachwerkwohnhaus                                                               | Fachwerkwohnhaus                                                               | Girkhausen Berleburger Straße 18 Karte          |              |         | 26.11.1984       | 22              |
| weitere Bilder                                                                 | Schloss Berleburg                                                              | Bad Berleburg Goetheplatz 8 Karte               |              |         | 26.11.1984       | 23              |
| Fachwerkwohnhaus einschließlich Hof- und Gartenraum                            | Fachwerkwohnhaus einschließlich Hof- und Gartenraum                            | Bad Berleburg Ludwigsburgstraße 3 Karte         |              |         | 26.11.1984       | 24              |
| Schmiede mit Backofen einschließlich Einrichtung                               | Schmiede mit Backofen einschließlich Einrichtung                               | Arfeld Arfetalstraße 13 Karte                   |              |         | 22.04.1985       | 25              |
| weitere Bilder                                                                 | evangelisch-reformierte Pfarrkirche, ehemals St. Martin                        | Raumland Bonifatiusstraße 4 Karte               |              | um 1250 | 28.06.1985       | 26              |
| evangelisch-reformierte Kirche, ehemals Pfarr- und Wallfahrtskirche St. Martin | evangelisch-reformierte Kirche, ehemals Pfarr- und Wallfahrtskirche St. Martin | Girkhausen Karte                                |              |         | 30.08.1985       | 27              |
| Fachwerkwohnhaus, sogenanntes Alexander-Mack-Haus                              | Fachwerkwohnhaus, sogenanntes Alexander-Mack-Haus                              | Schwarzenau Zur Eiche 5 Karte                   |              |         | 08.11.1985       | 28              |
| Fachwerk-Scheunengebäude                                                       | Fachwerk-Scheunengebäude                                                       | Elsoff Jacobstraße 6 Karte                      |              |         | 08.11.1985       | 29              |
| Bürgerhaus                                                                     | Bürgerhaus                                                                     | Bad Berleburg Hochstraße 9 Karte                |              |         | 13.12.1985       | 30              |
| Bürgerhaus                                                                     | Bürgerhaus                                                                     | Bad Berleburg Parkstraße 4 Karte                |              |         | 13.12.1985       | 31              |
| Bürgerhaus                                                                     | Bürgerhaus                                                                     | Bad Berleburg Tiergartenstraße 10a–10b Karte    |              |         | 27.03.1986       | 32              |
| ehemaliges Forsthaus Höfchen                                                   | ehemaliges Forsthaus Höfchen                                                   | Schwarzenau Edertalstraße 2 Karte               |              |         | 12.05.1986       | 33              |
| Wohnhaus                                                                       | Wohnhaus                                                                       | Bad Berleburg Tiergartenstraße 11 Karte         |              |         | 17.12.1986       | 34              |
| Rundbogenbrücke über die Eder in Beddelhausen                                  | Rundbogenbrücke über die Eder in Beddelhausen                                  | Beddelhausen                                    |              |         | 13.07.1987       | 35              |
| Wohn- und Geschäftshaus                                                        | Wohn- und Geschäftshaus                                                        | Bad Berleburg Goetheplatz 4 Karte               |              |         | 08.09.1987       | 36              |
| Fachwerkwohnhaus                                                               | Fachwerkwohnhaus                                                               | Wemlighausen Im Oberdorf 4 Karte                |              |         | 15.09.1987       | 37              |
| Fachwerkhaus                                                                   | Fachwerkhaus                                                                   | Stünzel Am Windhof 12 Karte                     |              |         | 15.09.1987       | 38              |
| Wohnhaus                                                                       | Wohnhaus                                                                       | Sassenhausen Hainstraße 7 Karte                 |              |         | 15.09.1987       | 39              |
| Fachwerkwohnhaus                                                               | Fachwerkwohnhaus                                                               | Bad Berleburg Poststraße 61a Karte              |              |         | 08.10.1987       | 40              |
| Wohn- und Wirtschaftsgebäude                                                   | Wohn- und Wirtschaftsgebäude                                                   | Diedenshausen Zum Seibelsbach 1 Karte           |              |         | 08.10.1987       | 41              |
| Wohngebäude                                                                    | Wohngebäude                                                                    | Bad Berleburg Tiergartenstraße 16 Karte         |              |         | 14.10.1987       | 42              |
| ehemaliges Forsthaus Drehbach                                                  | ehemaliges Forsthaus Drehbach                                                  | Stünzel Drehbach 1 Karte                        |              |         | 28.12.1987       | 43              |
| Hofanlage                                                                      | Hofanlage                                                                      | Rinthe Rinther Straße 5 Karte                   |              |         | 28.12.1987       | 44              |
| Wohn- und Geschäftshaus                                                        | Wohn- und Geschäftshaus                                                        | Bad Berleburg Hochstraße 14 Karte               |              |         | 14.07.1988       | 45              |
| Wohnhaus                                                                       | Wohnhaus                                                                       | Dotzlar Laubrother Straße 3 Karte               |              |         | 14.10.1988       | 46              |
| Fachwerkwohnhaus                                                               | Fachwerkwohnhaus                                                               | Bad Berleburg Parkstraße 11 Karte               |              |         | 14.10.1988       | 47              |
| Scheunengebäude                                                                | Scheunengebäude                                                                | Elsoff Vogteistraße 6 Karte                     |              |         | 18.10.1988       | 48              |
| Alte Pfarrscheune                                                              | Alte Pfarrscheune                                                              | Arfeld Arfelder Hauptstraße 15 Karte            |              |         | 18.10.1988       | 49              |
| Wittgensteiner Heimathaus, Museum der Stadt Bad Berleburg                      | Wittgensteiner Heimathaus, Museum der Stadt Bad Berleburg                      | Bad Berleburg Goetheplatz 3 Karte               |              |         | 18.10.1988       | 50              |
| Scheunengebäude                                                                | Scheunengebäude                                                                | Diedenshausen Zur Saale 1 Karte                 |              |         | 27.04.1989       | 51              |
| Bismarcksäule                                                                  | Bismarcksäule                                                                  | Bad Berleburg Am Großen Hillscheid Karte        |              |         | 12.06.1989       | 52              |
| Fachwerkgebäude                                                                | Fachwerkgebäude                                                                | Girkhausen Dambach 1 Karte                      |              |         | 16.08.1989       | 53              |
| Fachwerkgebäude                                                                | Fachwerkgebäude                                                                | Weidenhausen Am Dreieck 3 Karte                 |              |         | 27.12.1989       | 54              |
| ehemalige Stadtkasse                                                           | ehemalige Stadtkasse                                                           | Bad Berleburg Schloßstraße 13 Karte             |              |         | 14.02.1990       | 55              |
| Villa                                                                          | Villa                                                                          | Elsoff Unterm Steimel 6 Karte                   |              |         | 11.07.1990       | 56              |
| Scheune                                                                        | Scheune                                                                        | Diedenshausen Zur Saale 7 Karte                 |              |         | 21.08.1990       | 57              |
| Kapelle und evangelisches Gemeindehaus                                         | Kapelle und evangelisches Gemeindehaus                                         | Richstein Richsteiner Straße 24 Karte           |              |         | 01.11.1990       | 58              |
| Bürgerhaus                                                                     | Bürgerhaus                                                                     | Bad Berleburg Parkstraße 7 Karte                |              |         | 14.12.1990       | 59              |
| Bürgerhaus                                                                     | Bürgerhaus                                                                     | Bad Berleburg Goetheplatz 7 Karte               |              |         | 07.02.1991       | 60              |
| Wohnhaus mit Scheune                                                           | Wohnhaus mit Scheune                                                           | Bad Berleburg Ederstraße 32 Karte               |              |         | 20.03.1991       | 61              |
| Doppelhaushälfte                                                               | Doppelhaushälfte                                                               | Bad Berleburg Parkstraße 12 Karte               |              |         | 30.04.1991       | 62              |
| Bürgerhaus                                                                     | Bürgerhaus                                                                     | Bad Berleburg Schloßstraße 8 Karte              |              |         | 30.04.1991       | 63              |
| evangelische Kirche Arfeld                                                     | evangelische Kirche Arfeld                                                     | Arfeld Am Kirchweg 2 Karte                      |              |         | 30.04.1991       | 64              |
| Fachwerknebengebäude zum Hof Dambach 1                                         | Fachwerknebengebäude zum Hof Dambach 1                                         | Girkhausen Hof Dambach Karte                    |              |         | 30.04.1991       | 65              |
| Wohnhaus                                                                       | Wohnhaus                                                                       | Bad Berleburg Wasserstraße 5 Karte              |              |         | 30.04.1991       | 66              |
| Forsthaus Homrighausen mit Nebengebäuden                                       | Forsthaus Homrighausen mit Nebengebäuden                                       | Bad Berleburg Karte                             |              |         | 12.02.1992       | 67              |
| Wohnhaus mit Nebengebäude                                                      | Wohnhaus mit Nebengebäude                                                      | Bad Berleburg Goetheplatz 6 Karte               |              |         | 12.02.1992       | 68              |
| Wohnhaus                                                                       | Wohnhaus                                                                       | Bad Berleburg Hochstraße 1 Karte                |              |         | 12.02.1992       | 69              |
| Bauernhaus                                                                     | Bauernhaus                                                                     | Diedenshausen Johannes-Althusius-Straße 8 Karte |              |         | 24.03.1992       | 70              |
| weitere Bilder                                                                 | evangelische Stadtkirche                                                       | Bad Berleburg Schloßstraße 18 Karte             |              |         | 16.06.1992       | 71              |
| evangelische Kirche                                                            | evangelische Kirche                                                            | Wingeshausen Kirchplatz 1 Karte                 |              |         | 22.09.1992       | 72              |
| evangelische Odebornkirche                                                     | evangelische Odebornkirche                                                     | Wemlighausen Unter der Kirche 3a Karte          |              |         | 28.10.1992       | 73              |
| Fachwerkwohnhaus                                                               | Fachwerkwohnhaus                                                               | Bad Berleburg Hochstraße 12 Karte               |              |         | 28.10.1992       | 74              |
| Backhaus                                                                       | Backhaus                                                                       | Rinthe Rinther Straße 2 Karte                   |              |         | 10.09.1993       | 75              |
| Hofstelle                                                                      | Hofstelle                                                                      | Diedenshausen Johannes-Althusius-Straße 7 Karte |              |         | 22.03.1994       | 76              |
| Mühlenhofanlage                                                                | Mühlenhofanlage                                                                | Elsoff Brückenstraße 7 Karte                    |              |         | 28.03.1995       | 77              |
| ehemaliges Forsthaus „Ihrige“                                                  | ehemaliges Forsthaus „Ihrige“                                                  | Wingeshausen Hellweg 12 Karte                   |              |         | 28.03.1995       | 78              |
| „Mordstein“                                                                    | „Mordstein“                                                                    | Stünzel Zum Festplatz                           |              |         | 13.02.1996       | 80              |
| Doppelhaushälfte                                                               | Doppelhaushälfte                                                               | Bad Berleburg Hochstraße 2 Karte                |              |         | 13.02.1996       | 81              |
| Doppelhaushälfte                                                               | Doppelhaushälfte                                                               | Bad Berleburg Hochstraße 4 Karte                |              |         | 12.02.1996       | 82              |
| evangelische Kapelle                                                           | evangelische Kapelle                                                           | Beddelhausen Obereiche Karte                    |              |         | 09.09.1996       | 83              |
| weitere Bilder                                                                 | Bahnhofsempfangsgebäude mit Güterschuppen                                      | Bad Berleburg Bahnhofstraße 1 Karte             |              |         | 02.01.1997       | 84              |
| Bürgerhaus                                                                     | Bürgerhaus                                                                     | Bad Berleburg Ederstraße 12 Karte               |              |         | 26.08.1997       | 85              |
| Wohnhaus                                                                       | Wohnhaus                                                                       | Bad Berleburg Parkstraße 10 Karte               |              |         | 11.12.1997       | 86              |
| weitere Bilder                                                                 | evangelische Kapelle                                                           | Dotzlar Burgstraße 7 Karte                      |              |         | 12.12.1997       | 87              |
| Hofanlage                                                                      | Hofanlage                                                                      | Sassenhausen Eder-Lahn-Straße 1 Karte           |              |         | 19.02.1998       | 88              |
| Ökonomie                                                                       | Ökonomie                                                                       | Bad Berleburg Hochstraße 1 Karte                |              |         | 06.11.1998       | 89              |
| Hofanlage                                                                      | Hofanlage                                                                      | Elsoff Brückenstraße 14 Karte                   |              |         | 08.12.1998       | 90              |
| Wohnhaus                                                                       | Wohnhaus                                                                       | Bad Berleburg Ederstraße 9 Karte                |              |         | 08.12.1998       | 91              |
| Wohnhaus                                                                       | Wohnhaus                                                                       | Diedenshausen Zur Saale 3 Karte                 |              |         | 23.05.2000       | 92              |
| Wohnhaus                                                                       | Wohnhaus                                                                       | Bad Berleburg Schloßstraße 17 Karte             |              |         | 23.05.2000       | 93              |
| Friedhofskapelle                                                               | Friedhofskapelle                                                               | Bad Berleburg Am Sengelsberg 1 Karte            |              |         | 06.11.2001       | 94              |
| Sandsteinbrunnen                                                               | Sandsteinbrunnen                                                               | Bad Berleburg Schloßstraße 18 Karte             |              |         | 25.06.2004       | 95              |
| Rundbogenbrücke über die Eder in Arfeld                                        | Rundbogenbrücke über die Eder in Arfeld                                        | Arfeld Gersbachweg Karte                        |              |         | 15.03.2005       | 96              |
| ehemaliges Bahnhofsgebäude                                                     | ehemaliges Bahnhofsgebäude                                                     | Arfeld Arfelder Hauptstraße 2 Karte             |              |         | 31.10.2005       | 97              |
| Wohnhaus                                                                       | Wohnhaus                                                                       | Bad Berleburg Goetheplatz 9 Karte               |              |         | 21.03.2006       | 98              |
| Wohnhaus (ehemalige Villa Huckendick)                                          | Wohnhaus (ehemalige Villa Huckendick)                                          | Bad Berleburg Bismarckstraße 8 Karte            |              |         | 22.10.2007       | 99              |
| weitere Bilder                                                                 | Neuer jüdischer Friedhof (Bad Berleburg)                                       | Bad Berleburg Am Sengelsberg Karte              |              |         | 09.05.2008       | 100             |
| weitere Bilder                                                                 | Alter jüdischer Friedhof (Bad Berleburg)                                       | Bad Berleburg Berlebach Karte                   |              |         | 09.05.2008       | 101             |
| weitere Bilder                                                                 | Jüdischer Friedhof „Unterm Heiligenberg“                                       | Elsoff Unterm Heiligenberg Karte                |              |         | 09.05.2008       | 102             |
| Wohn- und Wirtschaftsgebäude mit Scheune                                       | Wohn- und Wirtschaftsgebäude mit Scheune                                       | Alertshausen Im Schwarzenbach 4 Karte           |              |         | 10.03.2010       | 103             |
| ehemaliges Hotel- und Gaststättengebäude                                       | ehemaliges Hotel- und Gaststättengebäude                                       | Bad Berleburg Hochstraße 18 Karte               |              |         | 05.10.2010       | 104             |
| Bauernhaus mit ehemaligem Gasthaus                                             | Bauernhaus mit ehemaligem Gasthaus                                             | Stünzel Zum Festplatz 2                         |              |         | 05.10.2010       | 105             |
|                                                                                | Wohn- und Wirtschaftsgebäude                                                   | Wunderthausen Hallenberger Straße 28            |              |         | 20.10.2014       | 106             |
|                                                                                | Wohnhaus, Doppelhaushälfte                                                     | Bad Berleburg Parkstraße 13                     |              |         | 09.05.2019       | 107             |

### Ehemalige Baudenkmäler
| Bild | Bezeichnung   | Lage                                | Beschreibung                         | Bauzeit | Eingetragen seit | Denkmal- nummer |
| ---- | ------------- | ----------------------------------- | ------------------------------------ | ------- | ---------------- | --------------- |
|      | Gasthof Röser | Schwarzenau Alexander-Mack-Straße 1 | wurde wegen Baufälligkeit abgerissen |         | 04.07.1995       | 79              |